# RNA-vaccine
En RNA-vaccine eller mRNA-vaccine, dvs. messenger RNA-vaccine, er en type vaccine, der fremstilles ved en hurtig og fleksibel teknologi, der let kan omprogrammeres til ethvert patogen, når dets genetiske sekvens kendes. mRNA-vaccinen karakteriseres som et af de mest signifikante videnskabelige fremskridt inden for sundhedssektoren i nyere tid.
I stedet for at benytte et antigen til vaccination, bruges her en nukleinsyre (DNA eller RNA), i dette tilfælde et messenger RNA (mRNA), der koder for antigenet. mRNA’et koder f.eks. for et virusprotein eller et kræftprotein og indgår i cellens normale maskineri for at lave proteiner, se proteinbiosyntese, hvorved der f.eks. produceres virusprotein eller kræftprotein, der inducerer et immunrespons.

I modsætning til DNA-molekylet er mRNA-molekylet et meget skrøbeligt molekyle, der nedbrydes inden for få minutter i et udsat miljø, og derfor skal mRNA’et omgives af en beskyttende kappe, eksempelvis omsluttet af en lipidnanopartikel. mRNA-vacciner skal dog stadig transporteres og opbevares ved meget lave temperaturer.
Betydningen af at bruge mRNA som vaccine er fordele i relation til immunsystemet og at mRNA er langt lettere at producere end antigenproteiner eller svækkede mikroorganismer inklusivt de såkaldte vektor-vacciner.
Der er en lang udviklingshistorie bag mRNA-vacciner. De første mRNA-vacciner er blevet frigjort til mennesker i coronakrisen i december 2020. Andre applikationer inkluderer andre infektionssygdomme såsom influenza, rabies, HIV-1, malaria, Chlamydia trachomatis, Ebola, RSV og Zikavirus, såvel som forskellige kræftformer, modermærkekræft og tyktarmskræft.
Nobelprisen i fysiologi eller medicin i 2023 blev tildelt Katalin Karikó og 
Drew Weissman for deres opdagelser vedrørende nukleosidbasemodifikationer, der muliggjorde udviklingen af effektive mRNA-vacciner mod COVID-19.

## Mekanismer
mRNA-vacciner fungerer på en alternativ måde i sammenligning med en traditionel vaccine. Traditionelle vacciner stimulerer direkte et immunrespons fordi det indeholder et antigen, dvs. et protein eller en svækket eller beslægtet mikroorganisme, ingredienser som fremstilles uden for menneskekroppen. I modsætning hertil indeholder mRNA-vacciner et syntetisk fragment af RNA, der som mRNA koder for antigenet. Efter at mRNA’et er trængt ind i en celle (en proces der kaldes transfektion), indgår mRNA’et på normal måde i cellens proteinbiosyntese og producerer antigener, der vil blive erkendt af immunsystemet, da de er fremmede for organismen. Immunsystemet reagerer både ved at skabe immunglobuliner (antistoffer) og udvikle en længerevarende immunitet i form af T-celle- og B-cellerespons.
På mere traditionel vis kan mRNA’et indbygges i en svækket virus, f.eks. en svækket Adenovirus - sådan en vaccine kaldes en vektor-vaccine.

### saRNA
Selvforstærkende RNA (self-amplifying RNA, saRNA) er er en mRNA-vaccine, der indeholder koden for en replikase, som kopierer den oprindelige streng af RNA, når den først er i cellen. Ved at benytte saRNA kan RNA-indholdet i en vaccine nedsættes betydeligt, måske op til tusind gange.

## Lipidnanopartikler
Viruspartikler (virioner) med membrankappe kan betragtes som en slags lipidnanopartikler med et indhold af RNA (eller DNA), og både virioner og lipidnanopartikler er blevet undersøgt som beskyttende kappe for det skrøbelige mRNA og for at lette indtrængningen i kroppens celler. For at give lipidnanopartiklerne en større kompatibilitet med en levende organisme og medvirke til en lettere transfektion, kan lipidnanopartiklerne modificeres med overfladestrukturer som f.eks. polyethylenglycol, PEG. Desuden tillader tilpasning af overfladen en målretning til en ønsket celletype gennem ligandinteraktion.
Lipidnanopartikler er eksempler på, hvad der på engelsk betegnes som drug delivery vehicles.

## Fordele og ulemper
Fordelene ved RNA-vacciner i forhold til traditionelle proteinvacciner er overlegen design og produktionshastighed, lavere produktionsomkostninger og induktion af både cellulær såvel som humoral immunitet. En ulempe er, at skrøbeligheden af mRNA-molekylet kræver koldkædedistribution og -lagring.

## De første corona-vacciner
I begyndelsen af december 2020 var der to nye mRNA-vacciner, der afventede godkendelse som COVID-19-vacciner: Comirnaty/Tozinameran fra partnerskabet mellem Pfizer og BioNTech og mRNA-1273 fra Moderna. Storbritannien var det første land med at vaccinere mod coronavirus, og i Danmark startede vaccinationen i slutningen af december 2020 med Pfizer-BioNTech-vaccinen. mRNA-vaccinerne var afgørende for at coronaepidemien blev standset.

## Andre henvisninger
- Video på tysk: mRNA-Impfstoffe gegen das Coronavirus. Forum Genforschung der Akademie der Naturwissenschaften Schweiz 2021